# Phyllotocus meyricki
Phyllotocus meyricki är en skalbaggsart som beskrevs av Blackburn 1888. Phyllotocus meyricki ingår i släktet Phyllotocus och familjen Melolonthidae. Inga underarter finns listade i Catalogue of Life.